# 한소희 (작사가)
한소희는 대한민국의 작사가이다.

## 앨범
- 2022년 Silky
- 2018년 Going Home
- 2017년 내게 다 버려요 (With 진유정)
- 2016년 아버지
- 2015년 눈사람 (With 홍인성, 이은성)
- 2015년 오늘은
- 2015년 놈이야

## 기타
- 2022 작사, 작곡, 편곡성민 - 남자
- 2015 작사김용진 - 우리
- 2015 작사DKSOUL - 이 꿈처럼
- 2015 작사손준호 - 아빠야
- 2015 작사로지아 - 놈이야
- 2015 작사럼블 피쉬 - 웃는다
- 2015 작사주비, 장이정 - 아리송해
- 2015 작사제미니 - 나만 몰랐어
- 2014 작사버블 시스터즈 - 이별이 다 그런 거지
- 2013 작사로지싱어즈 - 그게 오늘이네요
- 2011 작사나태주 - RUN
- 2011 작사로지싱어즈 - 어디 있는 거야 나는
- 2010 작사허밍제이 - 열쇠
- 2008 작사손호영 - 눈코입
- 2008 작사손호영 - 가시덤불